# Parapontoporia
A Parapontoporia az emlősök (Mammalia) osztályának párosujjú patások (Artiodactyla) rendjébe, ezen belül a Lipotidae családjába tartozó fosszilis nem.

## Előfordulásuk
A Parapontoporia-fajok a késő miocén korszakban, illetve a pliocén kor alatt éltek; azon a helyen ahol manapság az USA-beli Kalifornia állam van. A legközelebbi rokonuk, a talán még létező kínai folyamidelfin (Lipotes vexillifer).

## Rendszerezés
A nembe az alábbi 3 faj tartozik:
- Parapontoporia pacifica Barnes, 1984 - típusfaj
- Parapontoporia sternbergi Gregory & Kellogg, 1927
- Parapontoporia wilsoni Barnes, 1985

## Fordítás
- Ez a szócikk részben vagy egészben  a   Parapontoporia című angol Wikipédia-szócikk ezen változatának fordításán alapul.  Az eredeti cikk szerkesztőit annak laptörténete sorolja fel. Ez a jelzés csupán a megfogalmazás eredetét és a szerzői jogokat jelzi, nem szolgál a cikkben szereplő információk forrásmegjelöléseként.
- Ez a szócikk részben vagy egészben  a   Parapontoporia című spanyol Wikipédia-szócikk ezen változatának fordításán alapul.  Az eredeti cikk szerkesztőit annak laptörténete sorolja fel. Ez a jelzés csupán a megfogalmazás eredetét és a szerzői jogokat jelzi, nem szolgál a cikkben szereplő információk forrásmegjelöléseként.